# 1974-es labdarúgó-világbajnokság-selejtező (UEFA – 7. csoport)
Az 1974-es labdarúgó-világbajnokság európai 7. selejtezőcsoportjának mérkőzéseit, és a csoport végeredményét tartalmazó lapja. A csoportban körmérkőzéses, oda-visszavágós rendszerben játszottak egymással a labdarúgó-válogatottak. A selejtezőket 1972. október 19. és 1974. február 13. között rendezték. A csoport győztese automatikus résztvevője lett az 1974-es labdarúgó-világbajnokságnak. Spanyolország és Jugoszlávia azonos pontszámmal és gólaránnyal zárta a selejtezőket és semleges helyszínen egy mindent eldöntő harmadik mérkőzésre került sor.
A csoportban Görögország, Jugoszlávia és Spanyolország szerepelt.
Jugoszlávia jutott ki az 1974-es világbajnokságra.

## Tabella
| Hely. | Csapat        | M | Gy | D | V | G+ | G– | Gk | P | Továbbjutás  |  | Spanyolország | Jugoszlávia | Görögország |
| ----- | ------------- | - | -- | - | - | -- | -- | -- | - | ------------ |  | ------------- | ----------- | ----------- |
| 1.    | Spanyolország | 4 | 2  | 2 | 0 | 8  | 5  | +3 | 6 | Pótselejtező |  | —             | 2–2         | 3–1         |
| 2.    | Jugoszlávia   | 4 | 2  | 2 | 0 | 7  | 4  | +3 | 6 | Pótselejtező |  | 0–0           | —           | 1–0         |
| 3.    | Görögország   | 4 | 0  | 0 | 4 | 5  | 11 | −6 | 0 |              |  | 2–3           | 2–4         | —           |

## Mérkőzések
| 1972. október 19. |

| Spanyolország          | 2–2         | Jugoszlávia |
| ---------------------- | ----------- | ----------- |
| Amancio 30' Asensi 89' | Jegyzőkönyv | Bajević 52' |

| Estadio Insular, Las Palmas Nézőszám: 30 000 Játékvezető: Keith Walker (angol) |

| 1972. november 18. |

| Jugoszlávia  | 1–0         | Görögország |
| ------------ | ----------- | ----------- |
| Aćimović 14' | Jegyzőkönyv |             |

| Crvena Zvezda Stadion, Belgrád Nézőszám: 65 000 Játékvezető: Kurt Tschenscher (nyugatnémet) |

| 1973. január 17. |

| Görögország             | 2–3         | Spanyolország                |
| ----------------------- | ----------- | ---------------------------- |
| Kúdasz 56' Domázosz 81' | Jegyzőkönyv | Valdez 40' 86' Claramunt 65' |

| Leofórosz Alexandrasz Stadion, Athén Nézőszám: 16 579 Játékvezető: Rudolf Glöckner (keletnémet) |

| 1973. február 21. |

| Spanyolország                      | 3–1         | Görögország     |
| ---------------------------------- | ----------- | --------------- |
| Claramunt 29' Sol 39' Martínez 78' | Jegyzőkönyv | Andoniádisz 37' |

| La Rosaleda, Málaga Nézőszám: 20 569 Játékvezető: Michel Kitabdjian (francia) |

| 1973. október 21. |

| Jugoszlávia | 0–0         | Spanyolország |
| ----------- | ----------- | ------------- |
|             | Jegyzőkönyv |               |

| Maksimir Stadion, Zágráb Nézőszám: 61 010 Játékvezető: Erich Linemayr (osztrák) |

| 1973. december 19. |

| Görögország                              | 2–4         | Jugoszlávia                       |
| ---------------------------------------- | ----------- | --------------------------------- |
| Eleftherákisz 29' Katalinski 44' (öngól) | Jegyzőkönyv | Bajević 12' Karasi 15' Šurjak 62' |

| Karaiszkákisz Stadion, Pireusz Nézőszám: 7768 Játékvezető: Kurt Tschenscher (nyugatnémet) |

Spanyolország és Jugoszlávia azonos pontszámmal és gólaránnyal zárta a selejtezőket és semleges helyszínen egy mindent eldöntő harmadik mérkőzésre került sor.
| 1974. február 13. |

| Jugoszlávia    | 1–0         | Spanyolország |
| -------------- | ----------- | ------------- |
| Katalinski 13' | Jegyzőkönyv |               |

| Waldstadion, Frankfurt Nézőszám: 62 000 Játékvezető: Vital Loraux (belga) |